# شهر بورانگ
شهر بورانگ (به تبتی: སྤུ་ཧྲེང་གྲོང་བརྡལ، نویسه‌گردانی «ویلی»: spu hreng drong del، پین‌یین تبتی: Burang Chongdai)(به چینی: 普兰镇، به پین‌یین: Pǔlán zhèn) یک شهرک در جمهوری خلق چین است که در ولایت نگاری، شهرستان بورانگ واقع شده‌است. شهر بورانگ ۴٬۷۵۵ متر بالاتر از سطح دریا واقع شده‌است.